# Angela Daigle
Angela Daigle-Bowen, ameriška atletinja, * 28. maj 1976, San Francisco, ZDA.
Ni nastopila na poletnih olimpijskih igrah. Na svetovnih prvenstvih je osvojila naslov prvakinje v štafeti 4x100 m leta 2005, kot tudi na panameriških igrah leta 2003. Leta 2005 je osvojila naslov ameriške državne prvakinje v teku na 60 m.